# 水野忠昭
水野 忠昭（みずの ただあき、元禄13年（1700年）- 寛延2年10月25日（1749年12月4日））は、紀伊新宮藩（紀州藩附家老）第5代藩主。
水野重矩（初代藩主・水野重央の次男である水野定勝の長男）の三男。養父は第4代藩主・水野重期。母は奥山玄建の養女。正室は加藤明治の養女（加藤明教の娘）。子に忠興（長男）、娘（阿部正韶正室）、娘（一柳寛直正室）、娘（水野政勝正室）。官位は従五位下・対馬守、大炊頭。幼名は万之助。通称は左膳。
正徳4年（1714年）7月18日、養父の隠居により跡を継ぎ、同年7月28日に第7代将軍・徳川家継に初御目見を果たす。正徳5年（1715年）12月18日、従五位下・対馬守に叙任。寛延2年（1749年）10月25日に死去し、跡を忠興が継いだ。享年50。法号は本徳院殿良山日種大居士。墓所は東京都新宿区須賀町の戒光寺。